# Oscar za najlepszą muzykę filmową
Oscar za najlepszą muzykę filmową przyznawany jest przez Amerykańską Akademię Filmową od 1934 roku za oryginalną ścieżkę dźwiękową do filmu.

## Laureaci z wieloma nominacjami
2 nagrody z rzędu:
- Franz Waxman – Bulwar Zachodzącego Słońca i Miejsce pod słońcem,
- Alan Menken – Piękna i Bestia oraz Aladyn
- Gustavo Santaolalla – Tajemnica Brokeback Mountain i Babel

Oto lista kompozytorów, którzy otrzymali co najmniej jednego Oscara w kategorii najlepsza muzyka i byli przynajmniej raz nominowani. Na początku liczba statuetek, w nawiasach liczba nominacji:
- 9: Alfred Newman (43)
- 5: John Williams (54)
- 4: Johnny Green (12)
- 4: André Previn (11)
- 4: John Barry (6)
- 4: Alan Menken (5)
- 3: Max Steiner (24)
- 3: Ray Heindorf (17)
- 3: Morris Stoloff (17)
- 3: Miklós Rózsa (16)
- 3: Dimitri Tiomkin (14)
- 3: Maurice Jarre (8)
- 3: Ken Darby (6)
- 3: Roger Edens (6)
- 3: Saul Chaplin (5)
- 3: Adolph Deutsch (5)
- 2: Hans Zimmer (12)
- 2: Alexandre Desplat (11)
- 2: Franz Waxman (11)
- 2: Henry Mancini (7)
- 2: Lennie Hayton (6)
- 2: Michel Legrand (6)
- 2: Irwin Kostal (5)
- 2: Marvin Hamlisch (4)
- 2: Leonard Rosenman (4)
- 2: Ralph Burns (3)
- 2: Trent Reznor (3)
- 2: Atticus Ross (3)
- 2: Howard Shore (3)
- 2: Ludwig Göransson (2)
- 2: Gustavo Santaolalla (2)
- 1: Jerry Goldsmith (17)
- 1: Victor Young (17)
- 1: Herbert Stothart (11)
- 1: Elmer Bernstein (10)
- 1: Hugo Friedhofer (9)
- 1: Lionel Newman (9)
- 1: Georgie Stoll (9)
- 1: James Horner (8)
- 1: Leigh Harline (7)
- 1: Charles Previn (7)
- 1: Paul J. Smith (7)
- 1: Dave Grusin (6)
- 1: Richard Hageman (6)
- 1: Ennio Morricone (6)
- 1: Leslie Bricusse (5)
- 1: Georges Delerue (5)
- 1: Richard Hageman (5)
- 1: Bernard Herrmann (5)
- 1: Nelson Riddle (5)
- 1: Oliver Wallace (5)
- 1: Aaron Copland (4)
- 1: Ernest Gold (4)
- 1: Leo F. Forbstein (4)
- 1: Stephen Schwartz (4)
- 1: Richard M. Sherman (4)
- 1: Robert B. Sherman (4)
- 1: Louis Silvers (4)
- 1: Frank Churchill (3)
- 1: Elliot Goldenthal (3)
- 1: Hauschka (3)
- 1: Erich Wolfgang Korngold (3)
- 1: Bronisław Kaper (3)
- 1: Dario Marianelli (3)
- 1: Rachel Portman (3)
- 1: Harry Sukman (3)
- 1: Gabriel Yared (3)
- 1: John Addison (2)
- 1: Luis Bacalov (2)
- 1: Robert Russell Bennett (2)
- 1: Jay Blackton (2)
- 1: John Corigliano (2)
- 1: Michael Giacchino (2)
- 1: Michael Gore (2)
- 1: W. Franke Harling (2)
- 1: Justin Hurwitz (2)
- 1: A.R. Rahman (2)
- 1: Heinz Roemheld (2)
- 1: Nino Rota (2)
- 1: Leo Shuken (2)
- 1: Jonathan Batiste (1)
- 1: Daniel Blumberg (1)
- 1: Mychael Danna (1)
- 1: Hildur Guðnadóttir (1)
- 1: Steven Price (1)

## Pozostali nominowani

### Zmarli
- Alex North (14)
- Roy Webb (7)
- Werner Janssen (6)
- Edward Ward (5)
- Frank Skinner (4)
- Frank De Vol (4)
- Richard Rodney Bennett (3)
- Louis Gruenberg (3)
- Marvin Hatley (3)
- Quincy Jones (3)
- Ernst Toch (3)
- Jack Nitzsche (2)
- Richard Robbins (2)
- Victor Schertzinger (2)
- Meredith Willson (2)
- Jóhann Jóhannsson (2)
- Robbie Robertson (1)

### Żyjący
- Thomas Newman (14)
- Randy Newman (9)
- James Newton Howard (7)
- Lalo Schifrin (5)
- Danny Elfman (4)
- George Fenton (4)
- Alberto Iglesias (4)
- Marc Shaiman (4)
- Nicholas Britell (3)
- Carter Burwell (3)
- Philip Glass (3)
- Marco Beltrami (2)
- Terence Blanchard (2)
- Patrick Doyle (2)
- Jonny Greenwood (2)
- David Hirschfelder (2)
- John Powell (2)
- Kris Bowers (1)
- Will Butler (1)
- Camille (1)
- Clément Ducol (1)
- Jerskin Fendrix (1)
- Germaine Franco (1)
- Laura Karpman (1)
- Mica Levi (1)
- Son Lux (1)
- Emile Mosseri (1)
- Dustin O’Halloran (1)
- Owen Pallett (1)
- Gary Yershon (1)

## Laureaci i nominowani

### Lata 1930–1939
1934:
1935:
1936:
1937:
1938:
1939:

### Lata 1940–1949
1940: Leigh Harline, Paul J. Smith i Ned Washington – Pinokio

nominacje:
1941

• Najlepsza muzyka (dramat): Bernard Herrmann – Diabeł i Daniel Webster
- Frank Skinner − Back Street
- Alfred Newman − Cheers for Miss Bishop
- Edward Ward − Ognista kula
- Bernard Herrmann − Obywatel Kane
- Franz Waxman − Doktor Jekyll i pan Hyde
- Victor Young − Złote wrota
- Alfred Newman − Zielona dolina
- Edward Kay − King of the Zombies
- Morris Stoloff i Ernst Toch − Ladies in Retirement
- Meredith Willson − Małe liski
- Miklós Rózsa − Lidia
- Cy Feuer i Walter Scharf − Mercy Island
- Max Steiner − Sierżant York
- Louis Gruenberg − So Ends Our Night
- Miklós Rózsa − Sundown
- Franz Waxman − Podejrzenie
- Edward Ward − Tanks a Million
- Werner Heymann − Niepewne uczucie
- Richard Hageman − This Woman Is Mine

• Najlepsza muzyka w musicalu: Frank Churchill, Oliver Wallace – Dumbo
- Edward Ward − All American Co-Ed
- Robert Emmett Dolan − Birth of the Blues
- Charles Previn − Buck Privates
- Herbert Stothart i Bronisław Kaper − The Chocolate Soldier
- Cy Feuer − Ice-Capades
- Heinz Roemheld − Rudowłosa
- Emil Newman − Serenada w Dolinie Słońca
- Anthony Collins − Sunny
- Morris Stoloff − Marzenia o karierze

1942:

• Najlepsza muzyka (dramat/komedia): Max Steiner – Trzy kamelie
• Najlepsza muzyka w musicalu: Ray Heindorf i Heinz Roemheld – Yankee Doodle Dandy
1943:

• Najlepsza muzyka (dramat/komedia): Alfred Newman – Pieśń o Bernadette
• Najlepsza muzyka w musicalu: Ray Heindorf – To jest armia
1944:

• Najlepsza muzyka (dramat/komedia): Max Steiner – Od kiedy cię nie ma
• Najlepsza muzyka w musicalu: Morris Stoloff i Carmen Dragon – Modelka
1945:

• Najlepsza muzyka (dramat/komedia): Miklós Rózsa – Urzeczona
- Robert Emmett Dolan – Dzwony Najświętszej Marii Panny
- Lou Forbes – Miliony Brewstera
- Werner Janssen – Captain Kidd
- Roy Webb – The Enchanted Cottage
- Morton Scott i R. Dale Butts – Płomień Barbary Coast
- Edward J. Kay – G.I. Honeymoon
- Louis Applebaum i Ann Ronell – Żołnierze
- Werner Janssen – Guest in the House
- Daniele Amfitheatrof – Guest Wife
- Alfred Newman – Klucze królestwa
- Miklós Rózsa – Stracony weekend
- Victor Young – Listy miłosne
- Karl Hajos – The Man Who Walked Alone
- Franz Waxman – Operacja Birma
- Alexander Tansman – Paris Underground
- Miklós Rózsa i Morris Stoloff – Pamiętna pieśń
- Werner Janssen – Południowiec
- H.J. Salter – This Love of Ours
- Herbert Stothart – Dolina decyzji
- Arthur Lange i Hugo Friedhofer – Kobieta w oknie

• Najlepsza muzyka w musicalu: Georgie Stoll – Podnieść kotwicę
- Arthur Lange – Belle of the Yukon
- Jerome Kern i Hans J. Salter – Can’t Help Singing
- Morton Scott – Hitchhike to Happiness
- Robert Emmett Dolan – Incendiary Blonde
- Ray Heindorf i Max Steiner – Błękitna rapsodia
- Alfred Newman i Charles E. Henderson – State Fair
- Edward J. Kay – Sunbonnet Sue
- Charles Wolcott, Edward H. Plumb i Paul J. Smith – Trzej Caballeros
- Marlin Skiles i Morris Stoloff – Dziś w nocy i każdej nocy
- Walter Greene – Why Girls Leave Home
- Ray Heindorf i Lou Forbes – Wonder Man

1946:

• Najlepsza muzyka (dramat/komedia): Hugo Friedhofer – Najlepsze lata naszego życia
- Bernard Herrmann – Anna i król Syjamu
- William Walton – Henryk V
- Franz Waxman – Humoreska
- Miklós Rózsa – Zabójcy

• Najlepsza muzyka w musicalu: Morris Stoloff – The Jolson Story
- Robert Emmett Dolan – Blue Skies
- Alfred Newman – Lato stulecia
- Lennie Hayton – Dziewczęta Harveya
- Ray Heindorf i Max Steiner – Dzień i noc

1947:

• Najlepsza muzyka (dramat/komedia): Miklós Rózsa – Podwójne życie
- Hugo Friedhofer – Żona biskupa
- Alfred Newman – Szpada Kastylii
- David Raksin – Forever Amber
- Max Steiner – Życie z ojcem

• Najlepsza muzyka w musicalu: Alfred Newman – Mama nosiła trykoty
- Johnny Green – Fiesta
- Ray Heindorf i Max Steiner – My Wild Irish Rose
- Robert Emmett Dolan – Droga do Rio
- Daniele Amfitheatrof, Paul J. Smith i Charles Wolcott – Pieśń Południa

1948:

• Najlepsza muzyka (dramat/komedia): Brian Easdale – Czerwone trzewiki
- William Walton – Hamlet
- Hugo Friedhofer – Joanna d’Arc
- Max Steiner – Johnny Belinda
- Alfred Newman – Kłębowisko żmij

• Najlepsza muzyka w musicalu: Johnny Green i Roger Edens – Parada wielkanocna
- Victor Young – Cesarz walca
- Lennie Hayton – Pirat
- Ray Heindorf – Romance on the High Seas
- Alfred Newman – When My Baby Smiles at Me

1949:

• Najlepsza muzyka (dramat/komedia): Aaron Copland – Dziedziczka
- Max Steiner – Za lasem
- Dimitri Tiomkin – Champion

• Najlepsza muzyka w musicalu: Roger Edens i Lennie Hayton – Na przepustce
- Morris Stoloff i George Duning – Jolson Sings Again
- Ray Heindorf – Look for the Silver Lining

### Lata 1950–1959
1950:
• Najlepsza muzyka (dramat/komedia): Franz Waxman – Bulwar Zachodzącego Słońca
- Alfred Newman – Wszystko o Ewie
- Max Steiner – Płomień i strzała
- George Duning – No Sad Songs for Me
- Victor Young – Samson i Dalila

• Najlepsza muzyka w musicalu (adaptowana): Adolph Deutsch i Roger Edens – Rekord Annie
- Oliver Wallace i Paul J. Smith – Kopciuszek
- Lionel Newman – I’ll Get By
- André Previn – Trzy krótkie słowa
- Ray Heindorf – The West Point Story

1951
• Najlepsza muzyka (dramat/komedia): Franz Waxman – Miejsce pod słońcem
- Alfred Newman – Dawid i Betszeba
- Alex North – Śmierć komiwojażera
- Miklós Rózsa – Quo vadis
- Alex North – Tramwaj zwany pożądaniem

• Najlepsza muzyka w musicalu (adaptowana): Johnny Green i Saul Chaplin – Amerykanin w Paryżu
- Oliver Wallace – Alicja w Krainie Czarów
- Peter Herman Adler i Johnny Green – The Great Caruso
- Alfred Newman – On the Riviera
- Adolph Deutsch i Conrad Salinger – Statek komediantów

1952:
• Najlepsza muzyka (dramat/komedia): Dimitri Tiomkin – W samo południe
- Miklós Rózsa – Ivanhoe
- Max Steiner – The Miracle of Our Lady of Fatima
- Herschel Burke Gilbert – Złodziej
- Alex North – Viva Zapata!

• Najlepsza muzyka w musicalu (adaptowana): Alfred Newman – Z pieśnią w sercu
- Walter Scharf – Hans Christian Andersen
- Ray Heindorf i Max Steiner – The Jazz Singer
- Gian-Carlo Menotti – The Medium
- Lennie Hayton – Deszczowa piosenka

1953:
• Najlepsza muzyka (dramat/komedia): Bronisław Kaper – Lili
- Hugo Friedhofer – Above and Beyond
- Morris Stoloff i George Duning – Stąd do wieczności
- Miklós Rózsa – Juliusz Cezar
- Louis Forbes – This is Cinerama

• Najlepsza muzyka w musicalu (adaptowana): Alfred Newman – Call Me Madam
- Adolph Deutsch – Wszyscy na scenę
- Ray Heindorf – Calamity Jane
- Friedrich Hollaender i Morris Stoloff – The 5000 Fingers of Dr. T
- André Previn i Saul Chaplin – Pocałuj mnie, Kasiu

1954:
• Najlepsza muzyka (dramat/komedia): Dimitri Tiomkin – Noc nad Pacyfikiem
- Max Steiner – Bunt na okręcie
- Larry Adler – Genevieve
- Leonard Bernstein – Na nabrzeżach
- Franz Waxman – Srebrny kielich

• Najlepsza muzyka w musicalu (adaptowana): Adolph Deutsch, Saul Chaplin – Siedem narzeczonych dla siedmiu braci
- Herschel Burke Gilbert – Czarna Carmen
- Joseph Gershenson, Henry Mancini – Historia Glenna Millera
- Ray Heindorf – Narodziny gwiazdy
- Alfred Newman, Lionel Newman – Nie ma jak show

1955:
• Najlepsza muzyka (dramat/komedia): Alfred Newman – Miłość jest wspaniała
- Max Steiner – Operacja Saipan
- Elmer Bernstein – Złotoręki
- George Duning – Piknik
- Alex North – Tatuowana róża

• Najlepsza muzyka w musicalu (adaptowana): Robert Russell Bennett, Jay Blackton, Adolph Deutsch – Oklahoma!
- Alfred Newman – Tajemniczy opiekun
- Jay Blackton, Cyril J. Mockridge – Faceci i laleczki
- André Previn – Zawsze jest piękna pogoda
- Percy Faith, George Stoll – Kochaj albo odejdź

1956:
• Najlepsza muzyka (dramat/komedia): Victor Young – W 80 dni dookoła świata (nagroda przyznana pośmiertnie)
- Alfred Newman – Anastazja
- Hugo Friedhofer – Między niebem a piekłem
- Dimitri Tiomkin – Olbrzym
- Alex North – Zaklinacz deszczu

• Najlepsza muzyka w musicalu (adaptowana): Alfred Newman, Ken Darby – Król i ja
- Lionel Newman – The Best Things in Life Are Free
- Morris Stoloff, George Duning – The Eddy Duchin Story
- Johnny Green, Saul Chaplin – Wyższe sfery
- George Stoll, Johnny Green – Spotkajmy się w Las Vegas

1957:
• Najlepsza muzyka (dramat/komedia): Malcolm Arnold – Most na rzece Kwai
- Hugo Friedhofer – Niezapomniany romans
- Hugo Friedhofer – Chłopiec na delfinie
- Paul J. Smith – Perri
- Johnny Green – W poszukiwaniu deszczowego drzewa

1958:
• Najlepsza muzyka (dramat/komedia): Dimitri Tiomkin – Stary człowiek i morze
- Jerome Moross – Biały Kanion
- David Raksin – Osobne stoliki
- Oliver Wallace – Białe pustkowie
- Hugo Friedhofer – Młode lwy

• Najlepsza muzyka w musicalu (adaptowana): André Previn – Gigi
- Jurij Fajer i Giennadij Rożdiestwienski – The Bolshoi Ballet
- Ray Heindorf – Czego pragnie Lola
- Lionel Newman – Mardi Gras
- Alfred Newman, Ken Darby – Południowy Pacyfik

1959:
• Najlepsza muzyka (dramat/komedia): Miklós Rózsa – Ben-Hur
- Alfred Newman – Pamiętnik Anny Frank
- Franz Waxman – Historia zakonnicy
- Ernest Gold – Ostatni brzeg
- Frank DeVol – Telefon towarzyski

• Najlepsza muzyka w musicalu (adaptowana): André Previn, Ken Darby – Porgy i Bess
- Leith Stevens – The Five Pennies
- Nelson Riddle, Joseph J. Lilley – Li’l Abner
- Lionel Newman – Say One for Me
- George Bruns – Śpiąca królewna

### Lata 1960–1969
1960:

• Najlepsza muzyka (dramat/komedia): Ernest Gold – Exodus

nominacje:
- Dimitri Tiomkin – Alamo
- André Previn – Elmer Gantry
- Elmer Bernstein – Siedmiu wspaniałych
- Alex North – Spartakus

• Najlepsza muzyka w musicalu (adaptowana): Morris Stoloff i Harry Sukman – Pieśń bez końca

nominacje:
- André Previn – Telefony, telefony
- Nelson Riddle – Kankan
- Lionel Newman i Earle H. Hagen – Pokochajmy się
- Johnny Green – Pepe

1961:
• Najlepsza muzyka (dramat/komedia): Henry Mancini – Śniadanie u Tiffany’ego

nominacje:
- Miklós Rózsa – Cyd
- Morris Stoloff i Harry Sukman – Fanny
- Dimitri Tiomkin – Działa Navarony
- Elmer Bernstein – Lato i dym

• Najlepsza muzyka w musicalu (adaptowana): Saul Chaplin, Johnny Green, Sid Ramin, Irwin Kostal – West Side Story

nominacje:
- George Bruns – W krainie zabawek
- Alfred Newman i Ken Darby – Flower Drum Song
- Dmitrij Szostakowicz – Chowańszczyzna
- Duke Ellington – Paryski blues

1962:
• Najlepsza muzyka oryginalna: Maurice Jarre – Lawrence z Arabii

nominacje:
- Jerry Goldsmith – Doktor Freud
- Bronisław Kaper – Bunt na Bounty
- Franz Waxman – Taras Bulba
- Elmer Bernstein – Zabić drozda

• Najlepsza muzyka adaptowana: Ray Heindorf – Muzyk

nominacje:
- George Stoll – Bajeczny cyrk Billy Rose
- Michel Magne – Gigot
- Frank Perkins – Cyganka
- Leigh Harline – Wspaniały świat braci Grimm

1963:
• Najlepsza muzyka oryginalna: John Addison – Tom Jones

nominacje:
- Alex North – Kleopatra
- Dimitri Tiomkin – 55 dni w Pekinie
- Alfred Newman, Ken Darby – Jak zdobywano Dziki Zachód
- Ernest Gold – Ten szalony, szalony świat

• Najlepsza muzyka adaptowana: André Previn – Słodka Irma

nominacje:
- John Green – Bye Bye Birdie
- Leith Stevens – Nowy rodzaj miłości
- Maurice Jarre – Niedziele w Avray
- George Bruns – Miecz w kamieniu

1964:
• Najlepsza muzyka oryginalna: Richard M. Sherman, Robert B. Sherman – Mary Poppins

nominacje:
- Laurence Rosenthal – Becket
- Dimitri Tiomkin – Upadek Cesarstwa Rzymskiego
- Frank DeVol – Nie płacz, Charlotto
- Henry Mancini – Różowa Pantera

• Najlepsza muzyka adaptowana: André Previn – My Fair Lady

nominacje:
- George Martin – Noc po ciężkim dniu
- Irwin Kostal – Mary Poppins
- Nelson Riddle – Robin i 7 gangsterów
- Robert Armbruster, Leo Arnaud, Jack Elliott, Jack Hayes, Calvin Jackson, Leo Shuken – Niezatapialna Molly Brown

1965:
• Najlepsza muzyka (dramat/komedia): Maurice Jarre – Doktor Żywago
- Alex North – Udręka i ekstaza
- Alfred Newman – Opowieść wszech czasów
- Jerry Goldsmith – W cieniu dobrego drzewa
- Michel Legrand, Jacques Demy – Parasolki z Cherbourga

• Najlepsza muzyka w musicalu (adaptowana): Irwin Kostal – Dźwięki muzyki
- DeVol – Kasia Ballou
- Lionel Newman, Alexander Courage – The Pleasure Seekers
- Don Walker – Tysiąc klownów
- Michel Legrand – Parasolki z Cherbourga

1966:

• Najlepsza muzyka oryginalna: John Barry – Elza z afrykańskiego buszu

nominacje:
- Toshirō Mayuzumi – Biblia
- Elmer Bernstein – Hawaje
- Jerry Goldsmith – Ziarnka piasku
- Alex North – Kto się boi Virginii Woolf?

• Najlepsza muzyka adaptowana: Ken Thorne – Zabawna historia wydarzyła się w drodze na forum

nominacje:
- Luis Bacalov – Ewangelia według św. Mateusza
- Elmer Bernstein – Powrót siedmiu wspaniałych
- Harry Sukman – The Singing Nun
- Al Ham – Stop the World: I Want to Get Off

1967:

• Najlepsza muzyka oryginalna: Elmer Bernstein – Na wskroś nowoczesna Millie

nominacje:
- Lalo Schifrin – Nieugięty Luke
- Leslie Bricusse – Doktor Dolittle
- Richard Rodney Bennett – Z dala od zgiełku
- Quincy Jones – Z zimną krwią

• Najlepsza muzyka adaptowana: Alfred Newman, Ken Darby – Camelot

nominacje:
- Lionel Newman, Alexander Courage – Doktor Dolittle
- DeVol – Zgadnij, kto przyjdzie na obiad
- André Previn, Joseph Gershenson – Na wskroś nowoczesna Millie
- John Williams – Dolina lalek

1968:

• Najlepsza muzyka oryginalna: John Barry – Lew w zimie

nominacje:
- Lalo Schifrin – The Fox
- Jerry Goldsmith – Planeta Małp
- Alex North – Trzewiki rybaka
- Michel Legrand – Sprawa Thomasa Crowna

• Najlepsza muzyka w musicalu (oryginalna/adaptowana): Johnny Green (adaptacja) – Oliver!

nominacje:
- Ray Heindorf (adaptacja) – Tęcza Finiana
- Walter Scharf (adaptacja) – Zabawna dziewczyna
- Lennie Hayton (adaptacja) – Gwiazda!
- Michel Legrand (muzyka i adaptacja), Jacques Demy (słowa) – Panienki z Rochefort

1969:

• Najlepsza muzyka oryginalna: Burt Bacharach – Butch Cassidy i Sundance Kid

nominacje:
- Georges Delerue – Anna tysiąca dni
- John Williams – Koniokrady
- Ernest Gold – Tajemnica Santa Vittoria
- Jerry Fielding – Dzika banda

• Najlepsza muzyka w musicalu (oryginalna/adaptowana): Hello, Dolly! – Lennie Hayton i Lionel Newman (adaptacja)

nominacje:
- Leslie Bricusse (muzyka/słowa), John Williams (adaptacja) – Do widzenia, panie Chips
- Nelson Riddle (adaptacja) – Pomaluj swój wóz
- Cy Coleman (adaptacja) – Słodka Charity
- John Green i Albert Woodbury (adaptacja) – Czyż nie dobija się koni?

### Lata 1970–1979
1970:

• Najlepsza muzyka oryginalna: Francis Lai – Love Story

nominacje:
- Alfred Newman – Port lotniczy
- Frank Cordell – Cromwell
- Jerry Goldsmith – Patton
- Henry Mancini – Słoneczniki

• Najlepsza muzyka z piosenkami: The Beatles (muzyka i słowa) – Let It Be

nominacje:
- Fred Karlin (muzyka) i Tylwyth Kymry (słowa) – Surogatka
- Rod McKuen (muzyka i słowa), John Scott Trotter (muzyka), Bill Melendez (słowa), Al Shean (słowa) i Vince Guaraldi (adaptacja muzyki) – Charlie Brown i jego kompania
- Henry Mancini (muzyka) i Johnny Mercer (słowa) – Urocza Lili
- Leslie Bricusse (muzyka), Ian Fraser (słowa) i Herbert W. Spencer (słowa) – Opowieść wigilijna

1971:

• Najlepsza muzyka oryginalna: Michel Legrand – Lato roku 1942

nominacje:
- John Barry – Maria, królowa Szkotów
- Richard Rodney Bennett – Mikołaj i Aleksandra
- Jerry Fielding – Nędzne psy
- Isaac Hayes – Shaft

• Najlepsza muzyka adaptowana: John Williams – Skrzypek na dachu

nominacje:
- Richard M. Sherman, Robert B. Sherman i Irwin Kostal – Gałki od łóżka i kije od miotły
- Peter Maxwell Davies i Peter Greenwell – Boy Friend
- Dimitri Tiomkin – Czajkowski
- Leslie Bricusse, Anthony Newley i Walter Scharf – Willy Wonka i fabryka czekolady

1972:

• Najlepsza muzyka oryginalna: Charles Chaplin, Raymond Rasch i Larry Russell – Światła rampy (komentarz: film pochodzi z 1952 roku, ale do 1972 roku nie był pokazywany w kinach)

nominacje:
- John Addison – Detektyw
- Buddy Baker – Napoleon i Samanta
- John Williams – Obrazy
- John Williams – Tragedia „Posejdona”
  - Nino Rota – Ojciec chrzestny (komentarz: dyskwalifikacja za nieoryginalność ścieżki dźwiękowej; na jego miejsce nominowano muzykę z filmu Detektyw)

• Najlepsza muzyka adaptowana: Ralph Burns – Kabaret

nominacje:
- Gil Askey – Lady śpiewa bluesa
- Laurence Rosenthal – Człowiek z La Manchy

1973:

• Najlepsza muzyka oryginalna: Marvin Hamlisch – Tacy byliśmy

nominacje:
- John Cameron – Miłość w godzinach nadliczbowych
- Georges Delerue – Dzień delfina
- Jerry Goldsmith – Motylek
- John Williams – Przepustka dla marynarza

• Najlepsza muzyka adaptowana: Marvin Hamlisch – Żądło

nominacje:
- André Previn, Herbert W. Spencer i Andrew Lloyd Webber – Jesus Christ Superstar
- Richard M. Sherman, Robert B. Sherman i John Williams – Tomek Sawyer

1974:

• Najlepsza muzyka oryginalna: Nino Rota i Carmine Coppola – Ojciec chrzestny II

nominacje:
- Richard Rodney Bennett – Morderstwo w Orient Expressie
- Jerry Goldsmith – Chinatown
- Alex North – Shanks
- John Williams – Płonący wieżowiec

• Najlepsza muzyka adaptowana: Nelson Riddle – Wielki Gatsby

nominacje:
- Alan Jay Lerner, Frederick Loewe, Angela Morley i Douglas Gamley – Mały Książę
- Paul Williams i George Aliceson Tipton – Upiór z raju

1975:

• Najlepsza muzyka oryginalna: John Williams – Szczęki

nominacje:
- Gerald Fried – Birds Do It, Bees Do It
- Jerry Goldsmith – Wiatr i lew
- Jack Nitzsche – Lot nad kukułczym gniazdem
- Alex North – Z zaciśniętymi zębami

• Najlepsza muzyka adaptowana: Leonard Rosenman – Barry Lyndon

nominacje:
- Peter Matz – Zabawna dama
- Peter Townshend – Tommy

1976:

• Najlepsza muzyka oryginalna: Jerry Goldsmith – Omen

nominacje:
- Jerry Fielding – Wyjęty spod prawa Josey Wales
- Bernard Herrmann – Obsesja
- Bernard Herrmann – Taksówkarz
- Lalo Schifrin – Przeklęty rejs

• Najlepsza muzyka adaptowana: Leonard Rosenman – By nie pełzać na kolanach

nominacje:
- Paul Williams – Bugsy Malone
- Roger Kellaway – Narodziny gwiazdy

1977:

• Najlepsza muzyka oryginalna: John Williams – Gwiezdne wojny

nominacje:
- Georges Delerue – Julia
- Marvin Hamlisch – Szpieg, który mnie kochał
- Maurice Jarre – Mesjasz
- John Williams – Bliskie spotkania trzeciego stopnia

• Najlepsza muzyka adaptowana: Jonathan Tunick – Mała nocna muzyka

nominacje:
- Al Kasha, Joel Hirschhorn i Irwin Kostal – Pete’s Dragon
- Richard M. Sherman, Robert B. Sherman i Angela Morley – Pantofelek i róża

1978:

• Najlepsza muzyka oryginalna: Giorgio Moroder – Midnight Express

nominacje:
- Jerry Goldsmith – Chłopcy z Brazylii
- Dave Grusin – Niebiosa mogą zaczekać
- Ennio Morricone – Niebiańskie dni
- John Williams – Superman

• Najlepsza adaptacja muzyki: Joe Renzetti – Opowieść o Buddym Hollym

nominacje:
- Quincy Jones – Czarnoksiężnik z krainy Oz
- Jerry Wexler – Ślicznotka

1979

• Najlepsza muzyka oryginalna: Georges Delerue – Mały romans

nominacje:
- Dave Grusin – Mistrz
- Jerry Goldsmith – Star Trek
- Henry Mancini – Dziesiątka
- Lalo Schifrin – Horror Amityville

• Najlepsza muzyka, najtrafniejsza adaptacja i oryginalny dobór muzyki: Ralph Burns – Cały ten zgiełk

nominacje:
- Patrick Williams – Uciekać
- Paul Williams i Kenny Ascher – Wielka wyprawa muppetów

### Lata 1980–1989
1980: Michael Gore – Sława

nominacje:
- John Corigliano – Odmienne stany świadomości
- John Morris – Człowiek słoń
- Philippe Sarde – Tess
- John Williams – Imperium kontratakuje

1981: Vangelis – Rydwany ognia

nominacje:
- Dave Grusin – Nad złotym stawem
- Randy Newman – Ragtime
- Alex North – Pogromca smoków
- John Williams – Poszukiwacze zaginionej Arki

1982:

• Najlepsza muzyka: John Williams – E.T.

nominacje:
- George Fenton i Ravi Shankar – Gandhi
- Jerry Goldsmith – Duch
- Marvin Hamlisch – Wybór Zofii
- Jack Nitzsche – Oficer i dżentelmen

• Najlepsza adaptacja piosenki/piosenka: Henry Mancini i Leslie Bricusse – Victor/Victoria

nominacje:
- Ralph Burns – Annie
- Tom Waits – Ten od serca

1983:

• Najlepsza muzyka: Bill Conti – Pierwszy krok w kosmos

nominacje:
- Jerry Goldsmith – Pod ostrzałem
- Michael Gore – Czułe słówka
- Leonard Rosenman – Moje Cross Creek
- John Williams – Powrót Jedi

• Najlepsza muzyka z piosenkami/adaptacja: Michel Legrand, Alan Bergman i Marilyn Bergman – Yentl (piosenki)

nominacje:
- Elmer Bernstein – Nieoczekiwana zmiana miejsc (adaptacja)
- Lalo Schifrin – Żądło II (adaptacja)

1984:

• Najlepsza muzyka: Maurice Jarre – Podróż do Indii

nominacje:
- Randy Newman – Urodzony sportowiec
- Alex North – Pod wulkanem
- John Williams – Indiana Jones i Świątynia Zagłady
- John Williams – Rzeka

• Najlepsza muzyka z piosenkami: Prince – Purpurowy deszcz

nominacje:
- Kris Kristofferson – Tekściarz
- Jeff Moss – Muppety na Manhattanie

Najlepsza oryginalna muzyka

1985: John Barry – Pożegnanie z Afryką

nominacje:
- Bruce Broughton – Silverado
- Georges Delerue – Tajemnica klasztoru Marii Magdaleny
- Maurice Jarre – Świadek
- Quincy Jones, Jeremy Lubbock, Rod Temperton, Caiphus Semenya, Andraé Crouch, Chris Boardman, Jorge Calandrelli, Joel Rosenbaum, Fred Steiner, Jack Hayes, Jerry Hey i Randy Kerber – Kolor purpury

1986: Herbie Hancock – Około północy

nominacje:
- Jerry Goldsmith – Mistrzowski rzut
- James Horner – Obcy – decydujące starcie
- Ennio Morricone – Misja
- Leonard Rosenman – Star Trek IV: Powrót na Ziemię

1987: Ryūichi Sakamoto, David Byrne i Su Cong – Ostatni cesarz

nominacje:
- George Fenton i Jonas Gwangwa – Krzyk wolności
- Ennio Morricone – Nietykalni
- John Williams – Imperium słońca
- John Williams – Czarownice z Eastwick

1988: Dave Grusin – Fasolowa wojna

nominacje:
- George Fenton – Niebezpieczne związki
- Maurice Jarre – Goryle we mgle
- John Williams – Przypadkowy turysta
- Hans Zimmer – Rain Man

1989: Alan Menken – Mała syrenka

nominacje:
- Dave Grusin – Wspaniali bracia Baker
- James Horner – Pole marzeń
- John Williams – Urodzony 4 lipca
- John Williams – Indiana Jones i ostatnia krucjata

### Lata 1990–1999
1990: John Barry – Tańczący z wilkami

nominacje:
- Dave Grusin – Hawana
- Maurice Jarre – Uwierz w ducha
- Randy Newman – Avalon
- John Williams – Kevin sam w domu

1991: Alan Menken – Piękna i Bestia

nominacje:
- George Fenton – Fisher King
- James Newton Howard – Książę przypływów
- Ennio Morricone – Bugsy
- John Williams – JFK

1992: Alan Menken – Aladyn

nominacje:
- John Barry – Chaplin
- Jerry Goldsmith – Nagi instynkt
- Mark Isham – Rzeka wspomnień
- Richard Robbins – Powrót do Howards End

1993: John Williams – Lista Schindlera

nominacje:
- Elmer Bernstein – Wiek niewinności
- Dave Grusin – Firma
- James Newton Howard – Ścigany
- Richard Robbins – Okruchy dnia

1994: Hans Zimmer – Król lew

nominacje:
- Elliot Goldenthal – Wywiad z wampirem
- Thomas Newman – Małe kobietki
- Thomas Newman – Skazani na Shawshank
- Alan Silvestri – Forrest Gump

1995: podział nagrody:

• Najlepsza muzyka w dramacie: Luis Bacalov – Listonosz

nominacje:
- Patrick Doyle – Rozważna i romantyczna
- James Horner – Apollo 13
- James Horner – Braveheart. Waleczne serce
- John Williams – Nixon

• Najlepsza muzyka w komedii/musicalu: Alan Menken i Stephen Schwartz – Pocahontas

nominacje:
- Randy Newman – Toy Story
- Thomas Newman – Rodzinka z piekła rodem
- Marc Shaiman – Prezydent: Miłość w Białym Domu
- John Williams – Sabrina

1996: podział nagrody:
• Najlepsza muzyka w dramacie: Gabriel Yared – Angielski pacjent

nominacje:
- Patrick Doyle – Hamlet
- Elliot Goldenthal – Michael Collins
- David Hirschfelder – Blask
- John Williams – Uśpieni

• Najlepsza muzyka w komedii/musicalu: Rachel Portman – Emma

nominacje:
- Randy Newman – Jakubek i brzoskwinia olbrzymka
- Alan Menken i Stephen Schwartz – Dzwonnik z Notre-Dame
- Marc Shaiman – Zmowa pierwszych żon
- Hans Zimmer – Żona pastora

1997: podział nagrody:

• Najlepsza muzyka w dramacie: James Horner – Titanic

nominacje:
- Danny Elfman – Buntownik z wyboru
- Philip Glass – Kundun – życie Dalaj Lamy
- Jerry Goldsmith – Tajemnice Los Angeles
- John Williams – Amistad

• Najlepsza muzyka w komedii/musicalu: Anne Dudley – Goło i wesoło

nominacje:
- Danny Elfman – Faceci w czerni
- Stephen Flaherty, Lynn Ahrens i David Newman – Anastazja
- James Newton Howard – Mój chłopak się żeni
- Hans Zimmer – Lepiej być nie może

1998: podział nagrody:

• Najlepsza muzyka w dramacie: Nicola Piovani – Życie jest piękne

nominacje:
- David Hirschfelder – Elizabeth
- Randy Newman – Miasteczko Pleasantville
- John Williams – Szeregowiec Ryan
- Hans Zimmer – Cienka czerwona linia

•Najlepsza muzyka w komedii/musicalu: Stephen Warbeck – Zakochany Szekspir

nominacje:
- Randy Newman – Dawno temu w trawie
- Matthew Wilder (muzyka), David Zippel (słowa) i Jerry Goldsmith (muzyka symfoniczna) – Mulan
- Marc Shaiman – Patch Adams
- Stephen Schwartz (muzyka/słowa) i Hans Zimmer (muzyka symfoniczna) – Książę Egiptu

Najlepsza muzyka oryginalna

1999: John Corigliano – Purpurowe skrzypce

nominacje:
- Thomas Newman – American Beauty
- Rachel Portman – Wbrew regułom
- John Williams – Prochy Angeli
- Gabriel Yared – Utalentowany pan Ripley

### Lata 2000–2009
2000: Tan Dun – Przyczajony tygrys, ukryty smok

nominacje:
- Ennio Morricone – Malena
- Rachel Portman – Czekolada
- John Williams – Patriota
- Hans Zimmer – Gladiator

2001: Howard Shore – Władca Pierścieni: Drużyna Pierścienia

nominacje:
- James Horner – Piękny umysł
- Randy Newman – Potwory i spółka
- John Williams – A.I. Sztuczna inteligencja
- John Williams – Harry Potter i Kamień Filozoficzny

2002: Elliot Goldenthal – Frida

nominacje:
- Elmer Bernstein – Daleko od nieba
- Philip Glass – Godziny
- Thomas Newman – Droga do zatracenia
- John Williams – Złap mnie, jeśli potrafisz

2003: Howard Shore – Władca Pierścieni: Powrót króla

nominacje:
- Danny Elfman – Duża ryba
- James Horner – Dom z piasku i mgły
- Thomas Newman – Gdzie jest Nemo?
- Gabriel Yared – Wzgórze nadziei

2004: Jan A.P. Kaczmarek – Marzyciel

nominacje:
- John Debney – Pasja
- James Newton Howard – Osada
- Thomas Newman – Lemony Snicket: Seria niefortunnych zdarzeń
- John Williams – Harry Potter i więzień Azkabanu

2005: Gustavo Santaolalla – Tajemnica Brokeback Mountain

nominacje:
- Alberto Iglesias – Wierny ogrodnik
- Dario Marianelli – Duma i uprzedzenie
- John Williams – Monachium
- John Williams – Wyznania gejszy

2006: Gustavo Santaolalla – Babel

nominacje:
- Alexandre Desplat – Królowa
- Philip Glass – Notatki o skandalu
- Javier Navarrete – Labirynt fauna
- Thomas Newman – Dobry Niemiec

2007: Dario Marianelli – Pokuta

nominacje:
- Marco Beltrami – 3:10 do Yumy
- Michael Giacchino – Ratatuj
- James Newton Howard – Michael Clayton
- Alberto Iglesias – Chłopiec z latawcem

2008: A.R. Rahman – Slumdog. Milioner z ulicy

nominacje:
- Alexandre Desplat – Ciekawy przypadek Benjamina Buttona
- Danny Elfman – Obywatel Milk
- James Newton Howard – Opór
- Thomas Newman – WALL·E

2009: Michael Giacchino – Odlot

nominacje:
- Marco Beltrami, Buck Sanders – The Hurt Locker. W pułapce wojny
- Alexandre Desplat – Fantastyczny pan Lis
- James Horner – Avatar
- Hans Zimmer – Sherlock Holmes

### Lata 2010–2019
2010: Trent Reznor i Atticus Ross − The Social Network

nominacje:
- A.R. Rahman − 127 godzin
- John Powell − Jak wytresować smoka
- Hans Zimmer − Incepcja
- Alexandre Desplat − Jak zostać królem

2011: Ludovic Bource – Artysta

nominacje:
- John Williams – Przygody Tintina
- John Williams – Czas wojny
- Alberto Iglesias – Szpieg
- Howard Shore – Hugo i jego wynalazek

2012: Mychael Danna − Życie Pi

nominacje:
- Dario Marianelli − Anna Karenina
- John Williams − Lincoln
- Alexandre Desplat − Operacja Argo
- Thomas Newman − Skyfall

2013: Steven Price − Grawitacja

nominacje:
- Will Butler i Owen Pallett − Ona
- John Williams − Złodziejka książek
- Alexandre Desplat − Tajemnica Filomeny
- Thomas Newman − Ratując pana Banksa

2014: Alexandre Desplat − Grand Budapest Hotel

nominacje:
- Gary Yershon − Pan Turner
- Hans Zimmer − Interstellar
- Alexandre Desplat − Gra tajemnic
- Jóhann Jóhannsson − Teoria wszystkiego

2015: Ennio Morricone − Nienawistna ósemka

nominacje:
- Carter Burwell − Carol
- Thomas Newman − Most szpiegów
- John Williams − Gwiezdne wojny: Przebudzenie Mocy
- Jóhann Jóhannsson − Sicario

2016: Justin Hurwitz − La La Land

nominacje:
- Mica Levi − Jackie
- Thomas Newman − Pasażerowie
- Nicholas Britell − Moonlight
- Dustin O’Halloran i Hauschka − Lion. Droga do domu

2017: Alexandre Desplat − Kształt wody

nominacje:
- Hans Zimmer − Dunkierka
- Jonny Greenwood − Nić widmo
- John Williams − Gwiezdne wojny: Ostatni Jedi
- Carter Burwell − Trzy billboardy za Ebbing, Missouri

2018: Ludwig Göransson − Czarna Pantera

nominacje:
- Terence Blanchard − Czarne bractwo. BlacKkKlansman
- Marc Shaiman − Mary Poppins powraca
- Nicholas Britell − Gdyby ulica Beale umiała mówić
- Alexandre Desplat − Wyspa psów

2019: Hildur Guðnadóttir − Joker

nominacje:
- Thomas Newman − 1917
- Randy Newman − Historia małżeńska
- John Williams − Gwiezdne wojny: Skywalker. Odrodzenie
- Alexandre Desplat − Małe kobietki

### Lata 2020–2029
2020: Trent Reznor, Atticus Ross i Jon Batiste − Co w duszy gra

nominacje:
- Atticus Ross i Trent Reznor − Mank
- James Newton Howard − Nowiny ze świata
- Emile Mosseri − Minari
- Terence Blanchard − Pięciu braci

2021: Hans Zimmer − Diuna

nominacje:
- Alberto Iglesias − Matki równoległe
- Nicholas Britell − Nie patrz w górę
- Germaine Franco − Nasze magiczne Encanto
- Jonny Greenwood − Psie pazury

2022: Hauschka − Na Zachodzie bez zmian

nominacje:
- Justin Hurwitz − Babilon
- John Williams − Fabelmanowie
- Carter Burwell − Duchy Inisherin
- Son Lux − Wszystko wszędzie naraz

2023: Ludwig Göransson − Oppenheimer

nominacje:
- Laura Karpman − Amerykańska fikcja
- John Williams − Indiana Jones i artefakt przeznaczenia
- Jerskin Fendrix − Biedne istoty
- Robbie Robertson − Czas krwawego księżyca

2024: Daniel Blumberg − The Brutalist

nominacje:
- Hauschka − Konklawe
- John Powell i Stephen Schwartz − Wicked
- Clément Ducol i Camille − Emilia Pérez
- Kris Bowers − Dziki robot